# Sphaerospira bayensis
Sphaerospira bayensis är en snäckart som först beskrevs av Brazier 1875.  Sphaerospira bayensis ingår i släktet Sphaerospira och familjen Camaenidae. Inga underarter finns listade i Catalogue of Life.